# Brendon
Brendon – wieś w Anglii, w hrabstwie Devon, w dystrykcie North Devon. Miejscowość liczy 159 mieszkańców.